# Haibun
Haibun (jap. 俳文 für possenhafte Schilderung) ist eine lyrische Mischform der japanischen Literatur. Das Haibun ist eine knappe, von subjektiven Eindrücken durchzogene Skizze, in der meist gen Ende ein Haiku eingebettet ist, das pointierenden Charakter besitzt, wodurch die Beschreibung lebendig und unterhaltsam wird.
Das Haibun ist traditionell ein Kapitel eines literarischen Reisetagebuches, wie Matsuo Bashōs Oku no Hosomichi (Auf schmalen Pfaden in Oku) aus dem Jahre 1689. Hierin bilden 43 Haibun einen kompletten Erzählstrang und verwirklichen folglich 43 Illustrationen seiner Reise von Yedo in die Nordwestprovinzen und zurück nach Ise.
Laut Bashōs Literaturtheorie muss ein gelungenes Haibun folgende Kriterien erfüllen:
- Es darf kein vom Verstand her konstruiertes Machwerk sein, sondern muss aus dem spontanen Erlebnis heraus entstehen;
- es muss eine geschlossene Gesamtkonzeption besitzen und darf dennoch nicht abschließend sein;
- es muss einen prägnanten und schlichten Stil aufweisen können;
- Verwendung von Anspielungen auf Gedankenbilder berühmter Dichter, Gelehrter, Mönche usw. aus vergangener Zeit gelten als ein wesentliches Stilmittel;
- alle den Gehalt eines Haiku bestimmenden kunsttheoretischen Forderungen wie Nachhall, Realismus, Sein und Vergänglichkeit, „Einsamkeit“ usf.

In neuerer Zeit treten Haibun häufig als eigenständige Form auf, so v. a. im anglophonen Raum. Der Roman "Ja, Schnecke, ja" des deutschen Schriftstellers Jan Snela nutzt die Ästhetik des Haibun ausdrücklich als Formprinzip bei der Darstellung der Romanhandlung, die in Zügen auf die Lebensgeschichte des Haiku-Dichters Kobayashi Issa zurückgreift.